# Beindersheim
Beindersheim este o comună din landul Renania-Palatinat, Germania.